# Ralph Meichtry
Pas d'image ? Cliquez ici
Ralph Meichtry, né le 20 mars 1972 à Berne est un pilote automobile suisse. Sa carrière est orientée vers les courses d'endurance. Il est titulaire au sein de l'écurie suisse Race Performance. Il compte notamment trois participations aux 24 Heures du Mans, en 2010, 2011 et 2012. 

## Biographie
En 2010, il participe aux 8 Heures du Castellet avec le Race Performance dans la catégorie LMP2. En juin, il s’apprête à disputer s'est premières 24 Heures du Mans. Son écurie a bénéficié du forfait d'un des concurrents pour pouvoir être au départ de l'épreuve,.
En 2011, il termine 10e du classement général des 6 Heures du Castellet et 6e de la catégorie LMP2. En mai, il participe aux 1 000 kilomètres de Spa, dans la catégorie LMP2, àù il pilote l'Oreca 03 de Race Performance en compagnie de Michel Frey et Marc Rostan.